# Эйлика Саксонская
Эйлика Саксонская, Эйлика Балленштедтская (нем. Eilika von Sachsen; ок. 1081 — 16 января 1142) — графиня Балленштедтская, мать Альбрехта Медведя.
Младшая дочь герцога Саксонии Магнуса и его супруги Софии Венгерской, Эйлика вышла замуж за графа Балленштедта Оттона из рода Асканиев. В этом браке первым сыном родился Альбрехт Медведь.
Благодаря Эйлике Аскании после смерти Магнуса, последнего из Биллунгов, получили половину биллунгского наследства.